# Nassim Ouammou
Nassim Ouammou (Saint-Étienne, 27 aprile 1993) è un calciatore francese, centrocampista dell'Hassania Agadir.

## Carriera
Ha iniziato la sua carriera nelle serie minori del campionato francese, alternandosi tra la terza e la quinta divisione; nel 2019 è tornato al Rodez, militante in Ligue 2, con cui aveva già giocato due anni prima nel Championnat National.

## Statistiche

### Presenze e reti nei club
Statistiche aggiornate al 26 aprile 2022.
| Stagione          | Squadra            | Campionato        | Campionato | Campionato | Coppe nazionali | Coppe nazionali | Coppe nazionali | Coppe continentali | Coppe continentali | Coppe continentali | Altre coppe | Altre coppe | Altre coppe | Totale | Totale |
| Stagione          | Squadra            | Comp              | Pres       | Reti       | Comp            | Pres            | Reti            | Comp               | Pres               | Reti               | Comp        | Pres        | Reti        | Pres   | Reti   |
| ----------------- | ------------------ | ----------------- | ---------- | ---------- | --------------- | --------------- | --------------- | ------------------ | ------------------ | ------------------ | ----------- | ----------- | ----------- | ------ | ------ |
| 2014-2015         | Andrézieux         | CFA2              | 16         | 2          | CF              | 2               | 0               |                    | -                  | -                  |             | -           | -           | 18     | 2      |
| 2015-gen. 2016    | Andrézieux         | CFA2              | 8          | 0          | CF              | 0               | 0               |                    | -                  | -                  |             | -           | -           | 8      | 0      |
| Totale Andrézieux | Totale Andrézieux  | Totale Andrézieux | 24         | 2          |                 | 2               | 0               |                    | -                  | -                  |             | -           | -           | 26     | 2      |
| gen.-giu. 2016    | Consolat Marsiglia | N                 | 3          | 0          | CF              | -               | -               |                    | -                  | -                  |             | -           | -           | 3      | 0      |
| 2016-2017         | Mulhouse           | CFA               | 27         | 3          | CF              | 1               | 0               |                    | -                  | -                  |             | -           | -           | 28     | 3      |
| 2017-2018         | Rodez              | N                 | 22         | 1          | CF              | 0               | 0               |                    | -                  | -                  |             | -           | -           | 22     | 1      |
| 2018-2019         | Boulogne           | N                 | 21         | 0          | CF              | 2               | 0               |                    | -                  | -                  |             | -           | -           | 23     | 0      |
| 2019-2020         | Rodez              | L2                | 22         | 0          | CF+CdL          | 2+1             | 0               |                    | -                  | -                  |             | -           | -           | 25     | 0      |
| 2020-2021         | Rodez              | L2                | 27         | 0          | CF              | 2               | 0               |                    | -                  | -                  |             | -           | -           | 29     | 0      |
| 2021-2022         | Rodez              | L2                | 31         | 1          | CF              | 2               | 0               |                    | -                  | -                  |             | -           | -           | 33     | 1      |
| Totale Rodez      | Totale Rodez       | Totale Rodez      | 80         | 1          |                 | 7               | 0               |                    | -                  | -                  |             | -           | -           | 87     | 1      |
| Totale carriera   | Totale carriera    | Totale carriera   | 177        | 7          |                 | 12              | 0               |                    | -                  | -                  |             | -           | -           | 189    | 7      |